# Richard Langhorne

Richard Langhorne

O bem-aventurado Richard Langhorne (c. 1624 - 14 de julho de 1679) foi um advogado inglês e mártir católico, que foi executado sob uma falsa acusação de traição como parte de uma conspiração papista fabricada. Ele foi suspeito por ser católico romano e por ter atuado como consultor jurídico dos jesuítas em um momento de aguda histeria anticatólica.

## Antecedentes e início de vida
Ele era o terceiro filho de William Langhorne, um advogado, e sua esposa Lettice Needham, de Little Wymondley em Hertfordshire. Ele foi admitido no Templo Interior em maio de 1647 e convocado para a Ordem dos Advogados em novembro de 1654. Ele era católico romano e prestava consultoria jurídica e financeira aos jesuítas. Durante a onda de histeria anticatólica que se seguiu ao Grande Incêndio de Londres de 1666, ele foi brevemente preso, mas rapidamente liberado. 
Sua esposa, Dorothy Legatt, era protestante de Havering, em Essex.  Seus filhos Charles e Francis eram padres. Quando, em outubro de 1677, Titus Oates foi expulso do English College em St Omer "por graves lapsos morais", Charles Langhorne confiou a Oates uma carta a seu pai. Oates voltou a St. Omer com uma carta de Richard agradecendo aos jesuítas tudo o que fizeram por seus filhos.  

## Prisão
Quando Oates e Israel Tonge desencadearam sua conspiração papista inteiramente fictícia, uma conspiração católica inexistente para matar o rei Carlos II, em setembro de 1678, três jesuítas e um beneditino foram presos. Após uma busca detalhada em seus papéis (que não conseguiu descobrir nenhuma evidência de traição), o papel de Langhorne como consultor jurídico dos jesuítas foi descoberto quase que imediatamente: ele foi preso uma semana depois dos quatro padres, embora não houvesse nenhuma evidência nos padres 'papéis que ele cometeu algum crime. Ele foi preso em Newgate e acusado de traição. Oates afirmou, e foi corroborado pelo notório informante e trapaceiro de confiança William Bedloe, que a correspondência anterior de Langhorne tratava da conspiração para matar o rei.  

## Julgamento e execução
Ele foi julgado em 14 de junho de 1679.  Ele foi forçado a se defender, pois uma pessoa acusada de traição não tinha direito a um advogado de defesa (essa regra não foi alterada até a aprovação do Ato de Traição 1695). Sua principal defesa consistiu em um ataque ao caráter das principais testemunhas da Coroa, Oates e Bedloe, mas como os juízes estavam bem cientes das deploráveis vidas passadas de ambos os homens, isso parece ter causado pouca impressão.  Ele também ligou para vários estudantes de St. Omer para provar que Oates estivera na faculdade nas datas cruciais em que alegou estar em Londres, mas o clima público era tão hostil aos católicos que as testemunhas mal conseguiram se fazer ouvir. sobre o rugido da multidão, e alguns deles foram agredidos ao deixarem o Tribunal. Ironicamente, algumas das mesmas testemunhas compareceram à acusação no próprio julgamento de Oates por perjúrio em 1685, onde a multidão as tratou com cortesia, e o júri foi instruído a avaliar suas evidências com a maior seriedade.
William Scroggs, o Lord Chief Justice, embora tivesse preconceitos violentos contra os padres católicos, era relativamente tolerante com os leigos católicos; seu resumo foi razoavelmente justo para os padrões da época, e ele advertiu o júri de que em hipótese alguma a vida de um homem inocente deveria ser tirada. No entanto, Langhorne foi considerado culpado de Alta Traição.  
Como resultado de uma petição de sua esposa, uma 'verdadeira protestante', ele recebeu uma suspensão de um mês para arrumar os negócios de seus clientes. Kenyon sugere que a Coroa ainda esperava que ele confessasse, e parece que lhe foi oferecido um perdão real se o fizesse. Langhorne estava preparado, presumivelmente com o consentimento dos padres jesuítas, para dar à Coroa uma lista de todas as propriedades dos jesuítas na Inglaterra, (que acabou sendo muito menos extensa do que a Coroa, iludido pelo exagero selvagem de Oates sobre a riqueza dos jesuítas, esperava), mas ele manteve firmemente sua inocência. Ele também escreveu uma longa meditação religiosa em verso, que mais tarde foi publicada. Ele foi executado em Tyburn, Londres, em 14 de julho de 1679.  A opinião pública estava lentamente se voltando contra a conspiração, e a corajosa morte de Langhorne causou uma impressão favorável na multidão que assistia. 

## Beatificação
Em 15 de dezembro de 1929, foi beatificado pelo Papa Pio XI.  